# Joseph Sentenac
Pour les articles homonymes, voir Sentenac.
Joseph Sentenac, né le 24 janvier 1835 à Saint-Girons (Ariège) et mort le 5 février 1915 à Saint-Girons, est un homme politique français.

## Biographie
Avocat comme son père à Saint-Girons, bâtonnier de l'ordre des avocats. Il est sous-préfet de la ville après le 4 septembre 1870. Conseiller général du canton de Saint-Girons en 1871, il est député de l'Ariège de 1878 à 1898, siégeant au groupe de l'Union républicaine. Il est partisan (en vain) du percement du tunnel ferroviaire transfrontalier sous le port de Salau. 
Il fut propriétaire du château de Montégut-en-Couserans, le tenant de sa mère Suzanne de Roquemaurel. 
Il meurt sans descendance. 
Une rue de Saint-Girons porte son nom.